# Военный институт радиобиологических исследований
Военный институт радиобиологических исследований (англ. Armed Forces Radiobiology Research Institute, AFRRI) является подразделением Военно-медицинского университета, которое занимается проблемами радиобиологической защиты человека. В настоящее время является единственным исследовательским институтом Вооруженных сил США по проблемам радиобиологии.

## История
Интерес Министерства обороны США к последствиям воздействия радиоактивных агентов на здоровье человека, возникший после Манхэттенского проекта, побудило создать радиобиологический исследовательский центр для изучения таких вопросов. В 1960 было начато строительство исследовательской лаборатории и вивария в структуре Агентства по снижению военной угрозы Министерства обороны (DTRA). Институт был официально создан 12 мая 1961 года в соответствии с директивой Министерства обороны США.
В конце холодной войны финансирование и персонал Института сократились, было предложено его сокращение, и в 1993 году Институт вошел в состав Военно-медицинского университета. Интерес к проблемам ядерной безопасности вновь возродился в конце 1990-х годов, когда Индия и Пакистан разработали и испытали ядерное оружие, и в это же время росли подозрения, что Ирак и Северная Корея стремятся сделать то же самое. Поскольку у частных компаний не было стимула для разработки радиопротекторов и средств радиационной зашиты персонала, в 2000 году финансирование института было увеличено.
Опасения развития рисков террористических угроз после 11 сентября 2001 года также стимулировали расширение деятельности института. В работы института были включены минимизация воздействия диссипированных радионуклидов (т.н. "грязных бомб"), и проблемы доступа террористов к радиационным источникам и саботажа в отношении ядерных реакторов.
По состоянию на 2020-е годы институт является единственной структурой Министерства обороны США в области медицинских исследований и разработок по проблемам атомной и радиологической защиты.